# Carrés militaires de Robermont
Pour un article plus général, voir Sites funéraires et mémoriels de la Première Guerre mondiale (Front Ouest).
Les carrés militaires de Robermont sont un ensemble de carrés militaires situés dans la ville belge de Liège, en région wallonne.
Construits après la Première Guerre mondiale, ils se composent de différents carrés militaires de nations différentes : Belgique, France, Italie, Royaume-Uni et Russie.
Ils sont inscrits au patrimoine mondial de l'Unesco en 2023 avec 138 autres sites funéraires et mémoriels de la Première Guerre mondiale (Front Ouest).

## Contexte
Liège est l'une des premières villes attaquées par l'armée allemande, le 4 août 1914, le jour de l'invasion de la Belgique. Prévue comme une attaque éclaire de quelques heures, la position fortifiée de Liège permettra à la ville de tenir une douzaine de jours et de tombée le 16 août 1914. Après la guerre, la ville est internationalement renommée du fait d'être la première ville à avoir résisté aux allemands.
C'est de cette renommée internationale que la ville est choisie par les alliés pour la construction d'un monument, d'abord un projet avorté sur la place du marché, ensuite le Mémorial Interallié a été construit à Cointe. Mais la ville n'avait pas attendu les aides internationales pour construire son propre monument, ainsi, au sortir de la guerre, le cimetière de Robermont est désigné comme emplacement d'un monument en raison de son emplacement et de la renommée même du cimetière (le plus grand, le plus ancien et le plus prestigieux de la ville). De plus, près de 1000 corps de soldats y avaient été inhumés pendant la guerre.
Après avoir reçu la Croix de la Légion d'Honneur et la Croix de Guerre italienne, respectivement du roi Albert, de la reine Elisabeth, du maréchal Foch, du conseil municipal de Paris et du président français Raymond Poincarré pour la première et du gouvernement italien pour la deuxième, la ville reçoit, le 24 octobre 1926, la Médaille militaire pour la bravoure en or de la délégation du royaume des Serbes, Croates et Slovènes, le jour de l'inauguration du monument aux civils et aux soldats morts pour la patrie, où seront établis les futurs carrés militaires.

## Histoire
En 1920, le Conseil communal de la ville adopte un budget de 300 000 francs belges pour la construction du mémorial et des carrés militaires. Un concours est organisé et c'est en juillet 1921 que les résultats du concours tombent : c'est l'architecte Victor Rogister et le statuaire Oscar Berchmans qui érigeront le monument. Il est achevé en 1926.

### Inauguration
Le 24 octobre 1926, la ville, avec le roi Albert et les représentants politiques de l'Angleterre, de la France, de l'Italie, de la Pologne, des Serbes, Croates et Slovènes ainsi que l'assistance de la Russie (dont les représentants politiques n'ont pas été conviés en raison de la non-reconnaissance de l'Union soviétique par la Belgique) inaugurent le mémorial. Les Allemands, quant à eux, ont été invités à la suite de l'apaisement des relations germano-belges après les accords de Locarno mais les représentants de l'Allemagne ont décliné l'invitation. Un monument aux soldats allemands est tout de même inauguré, en dehors du site, et se trouve actuellement dans la zone tampon du site classé au patrimoine mondial de l'Unesco.

## Description
D'une dimension de soixante mètres d'envergure, les carrés militaires sont situés à l'est du cimetière de Robermont et la zone tampon correspond à toute la partie oriental du cimetière.

### Symbolique
Le mémorial, situé en bout de site, est composé de plusieurs stèles. Sur la stèle centrale, un fronton supporté par des colonnes grecques contient un flamboyaut qui symbolise le Droit et la flamme du souvenir de la Première Guerre mondiale.
Sur le fond, entre deux colonnes, une inscription est visible :
« Aux héros de la Grande Guerre, tombés au Champ d'honneur »

Monument de la pelouse d'honneur
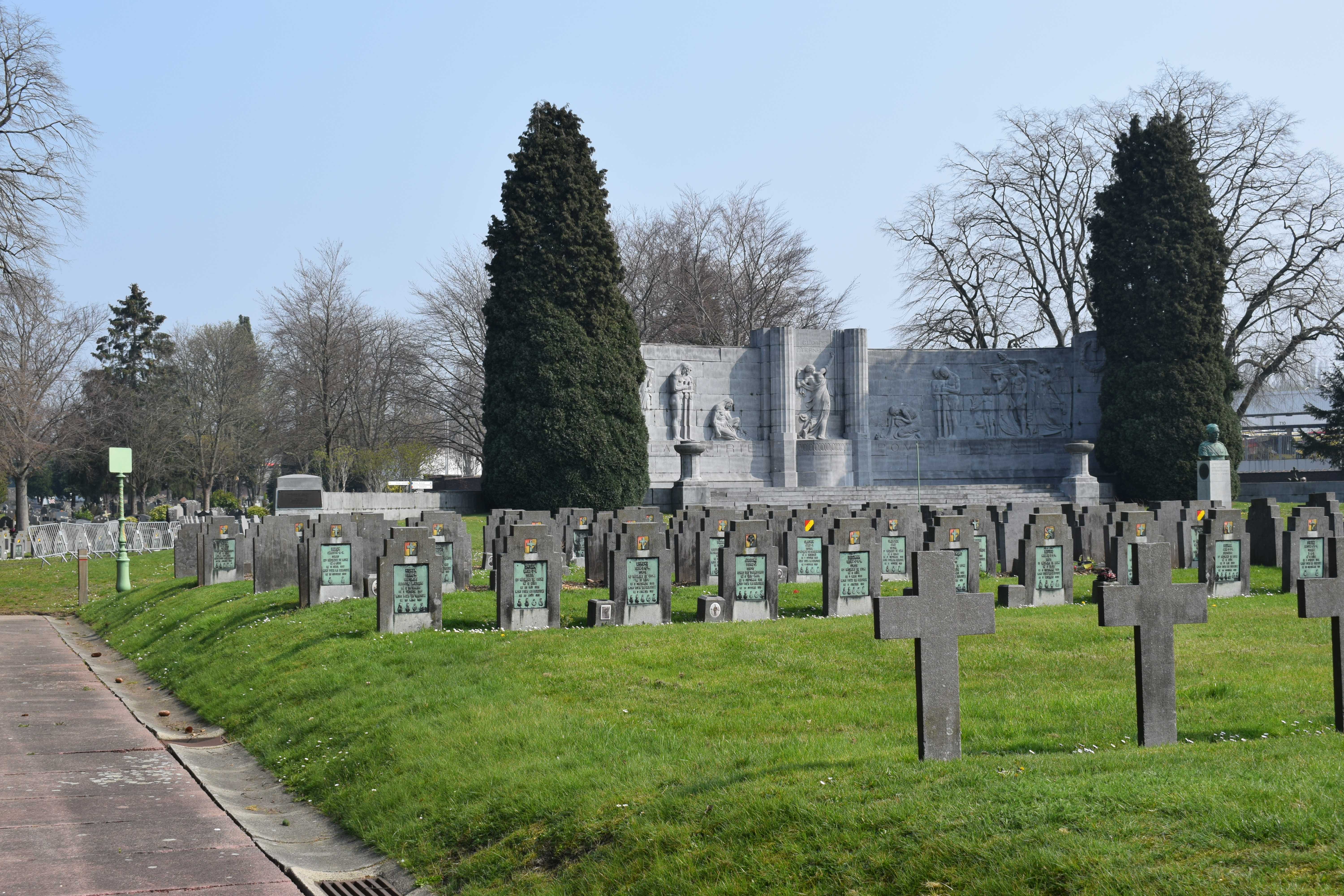
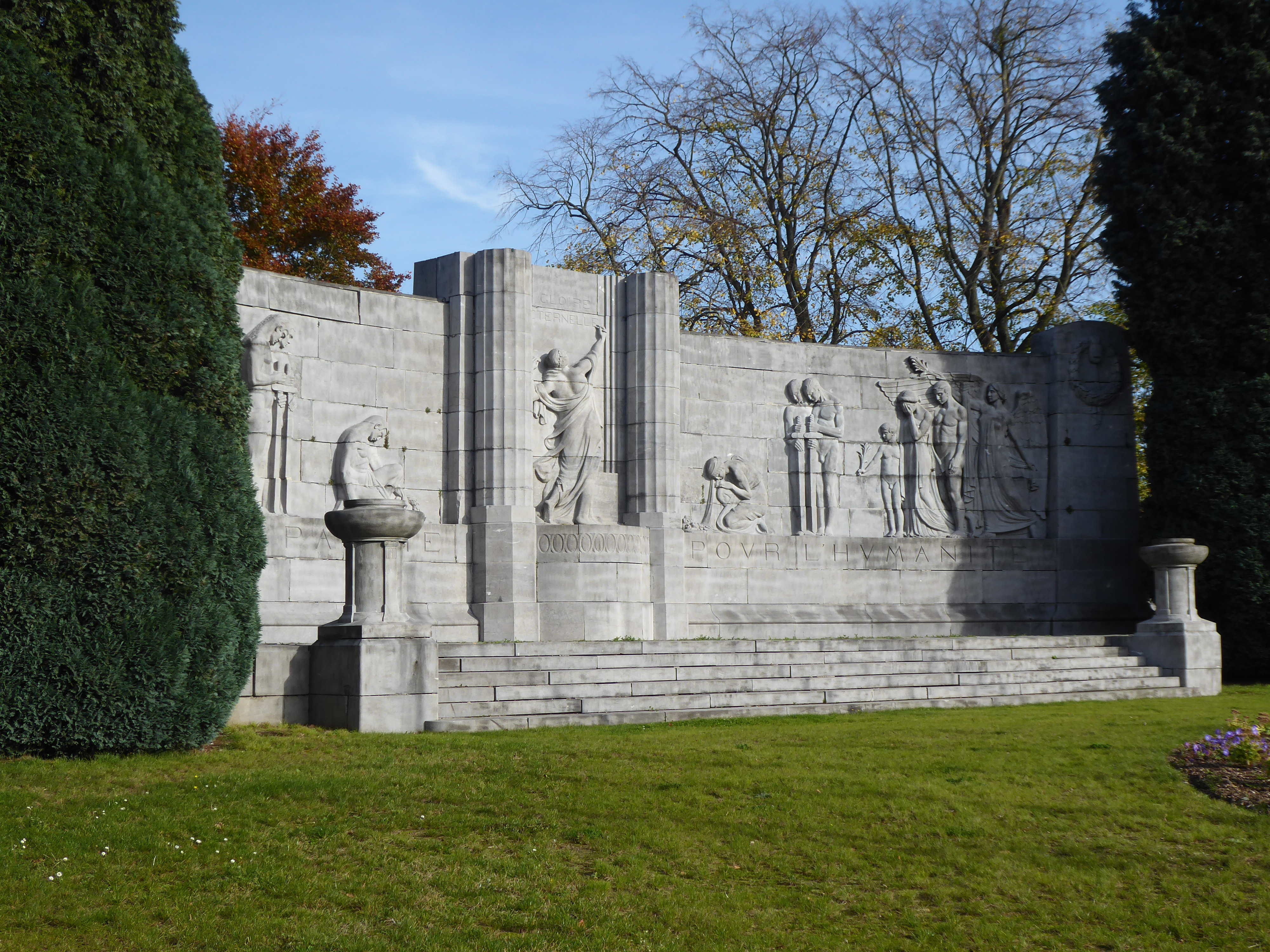

Une allégorie de la Patrie et de l'Humanité, représentée par une femme en tunique, comporte également une inscription :
« Gloire éternelle »
Le mémorial a été construit afin d'être symétrique et joue sur la représentation de la protection par des ailes d'anges représentées sur les extrémités du mémorial.

La Patrie est représentée sur la partie gauche, avec des représentations de toute la population, allant d'une mère allaitante à un vieillard. Sur la partie droite, c'est l'Humanité qui est représentée montrant un homme nu, une femme et un enfant tandis que des guerriers nus rendent hommage à des soldats morts devant une femme agenouillée pleurant les dépouilles.

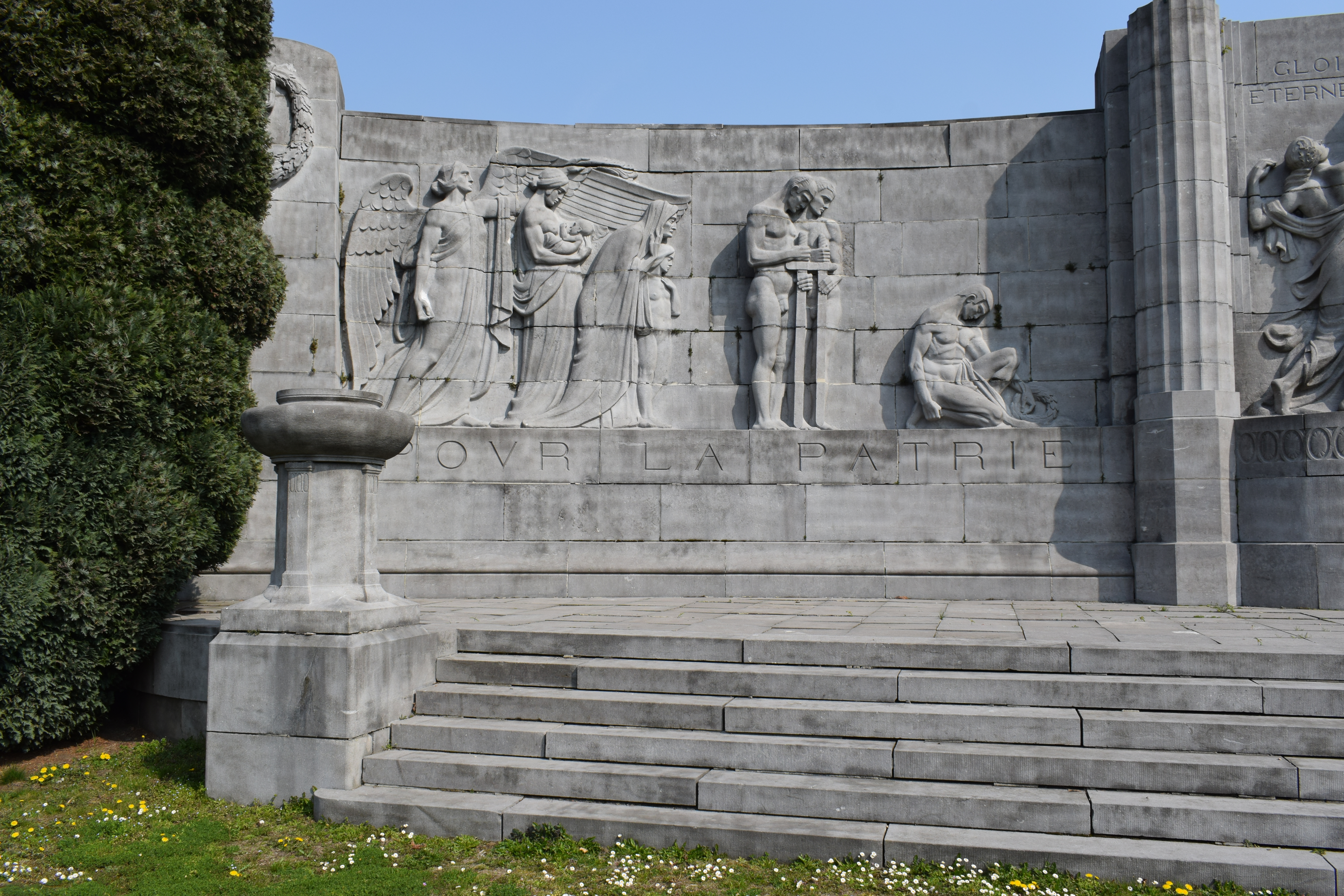
Partie de gauche
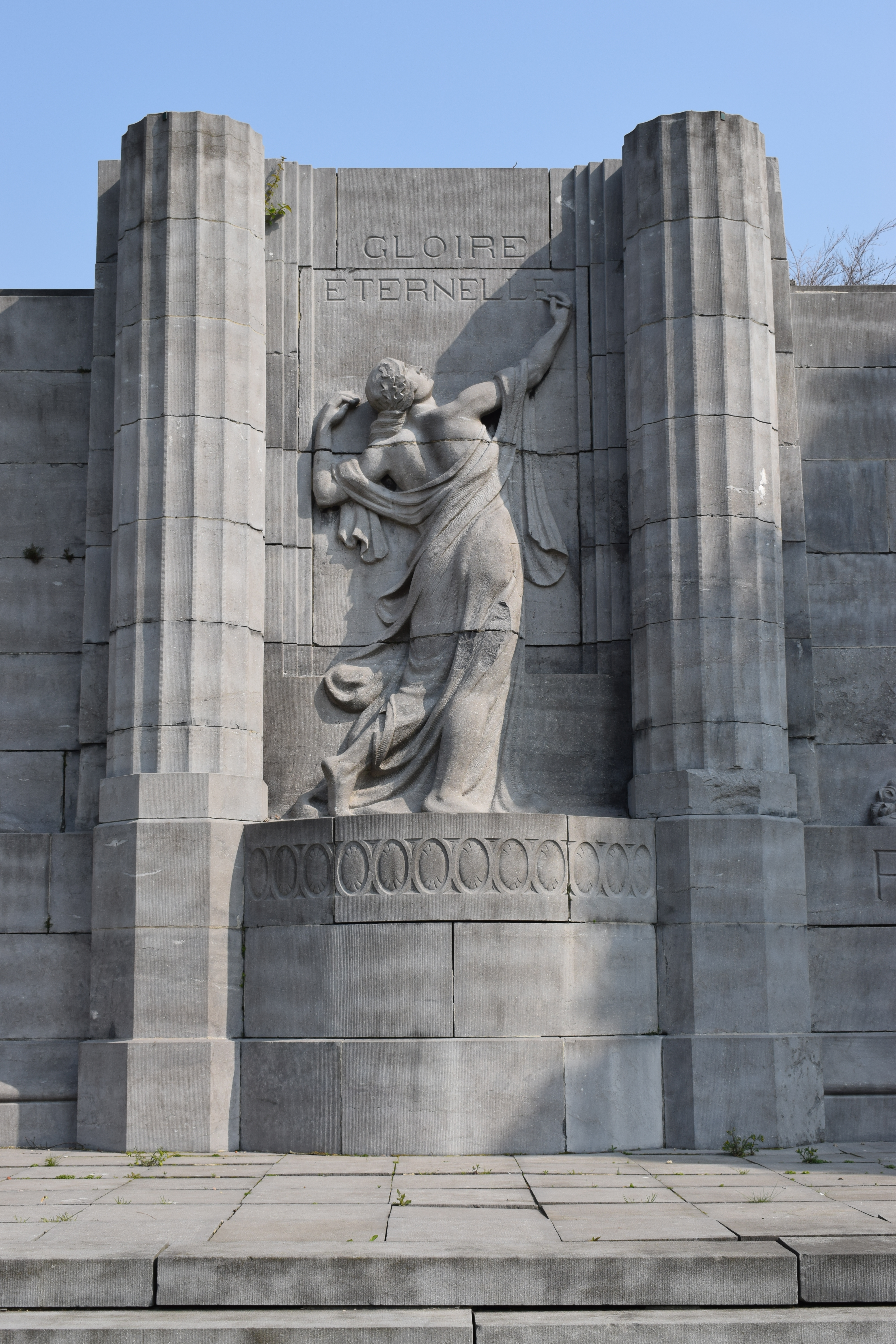
Gloire et Liberté, panneau central
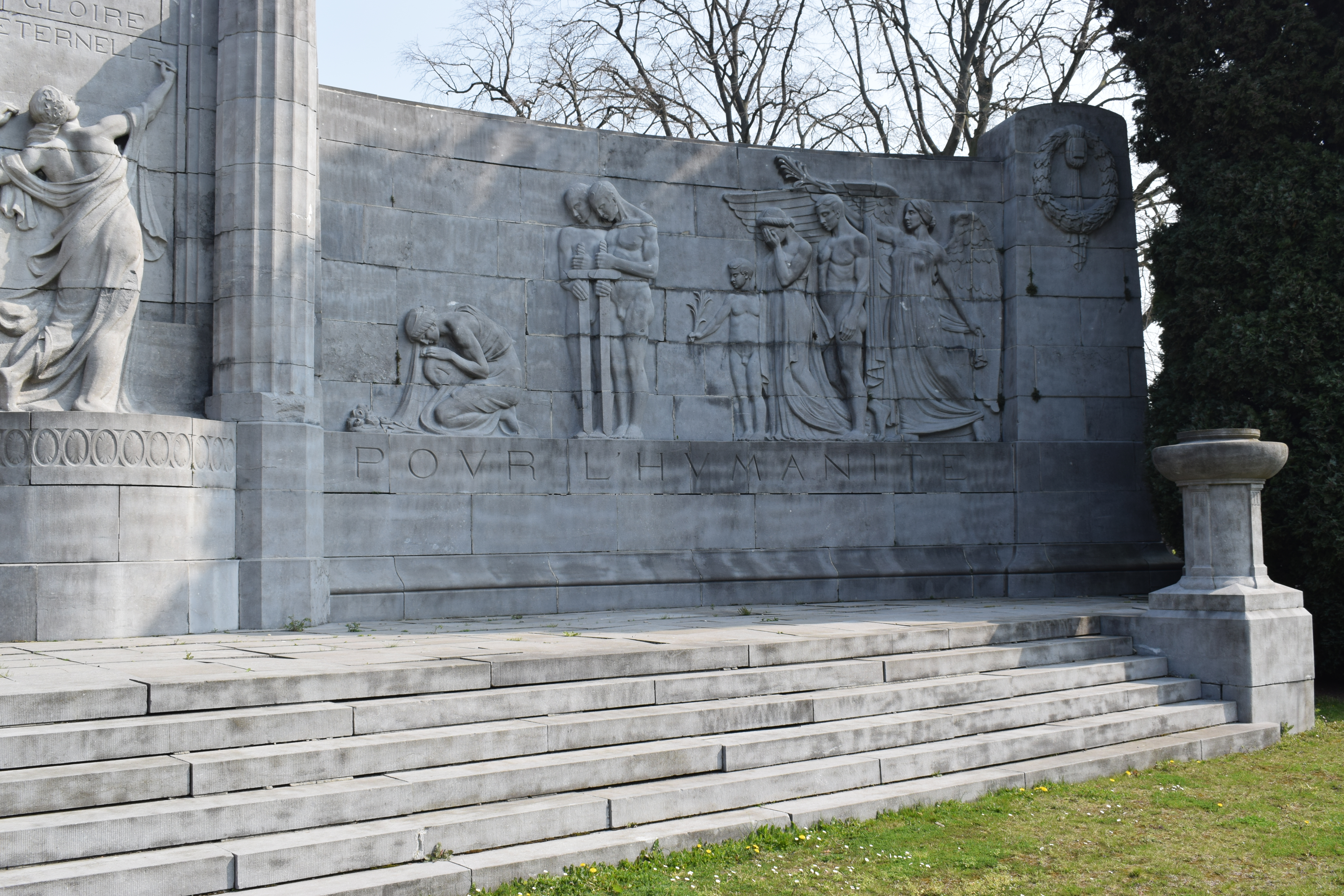
Partie de droite

L'arrière du mémorial, présenté sous forme de triptyque, est représenté par un aigle allemand au centre s'attaquant à une femme sans défense ; c'est une allégorie de l'invasion de la Belgique par l'Allemagne. De chaque côté du panneau central, des discours de personnalités importantes sont retranscrites : celui du Général Leman et du maréchal Foch.

### Monument aux héros allemands
Un monument aux héros allemands est situé au centre d'un carré militaire avec des stèles de soldats allemands.

Monument aux héros allemands et carré militaire allemand
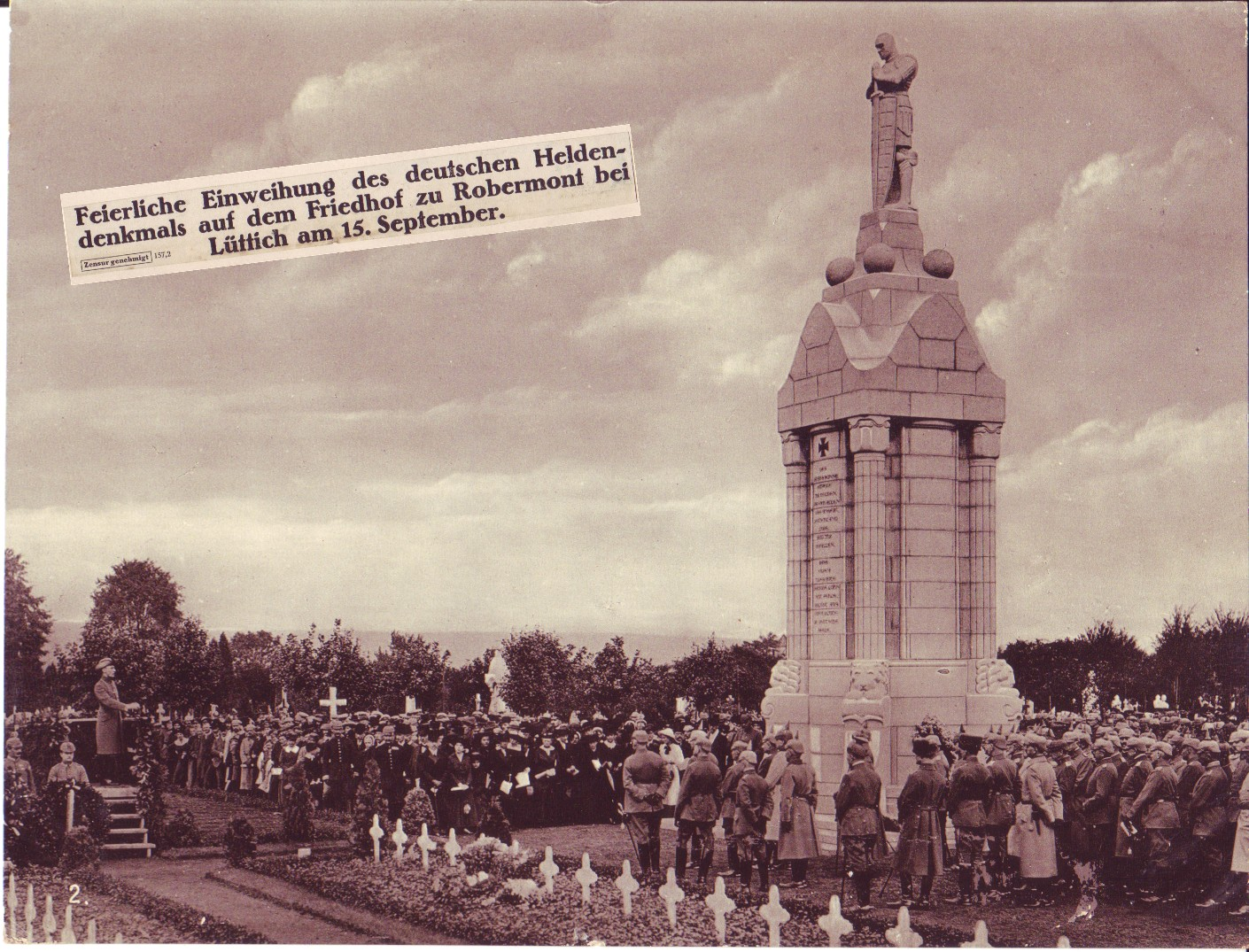
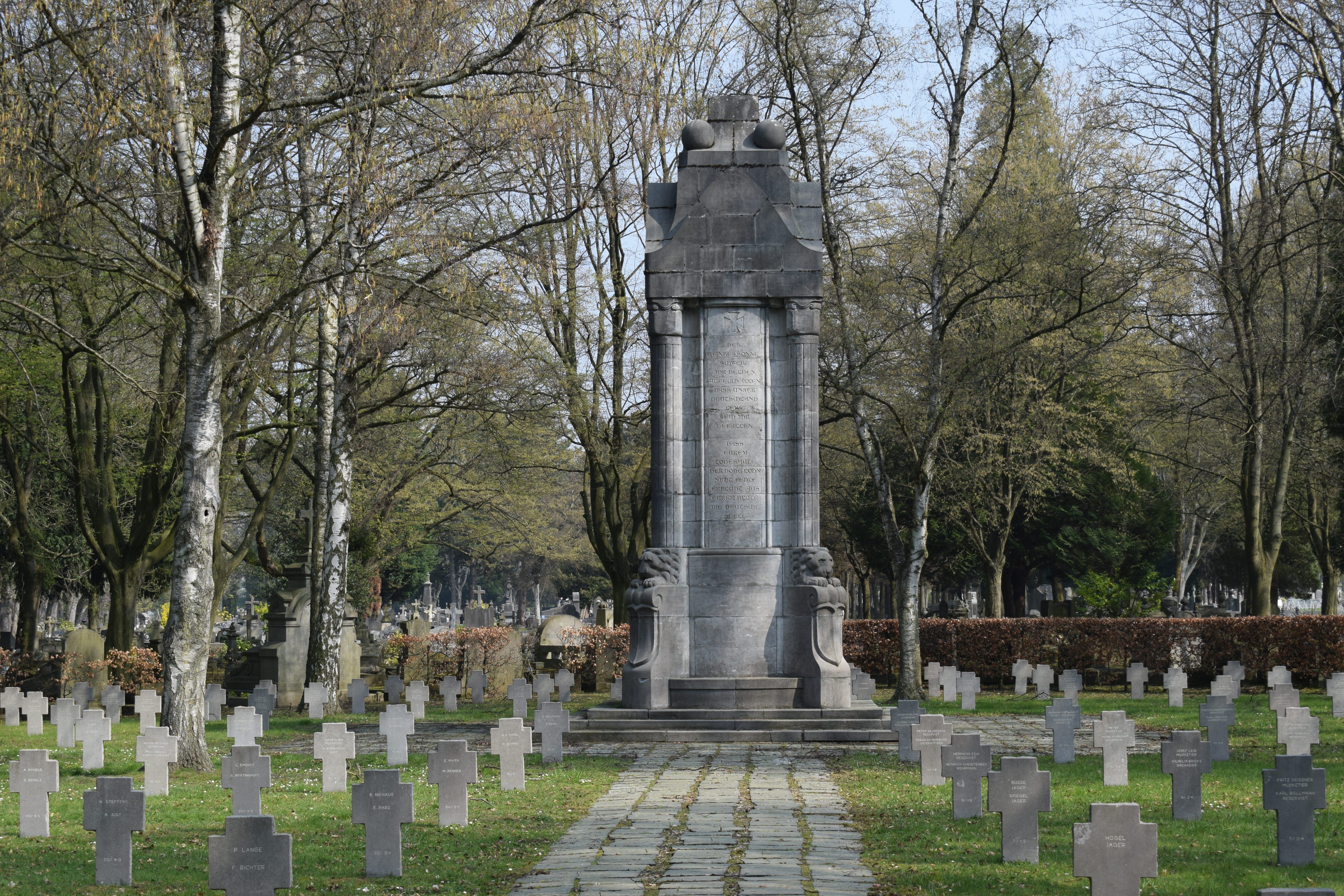
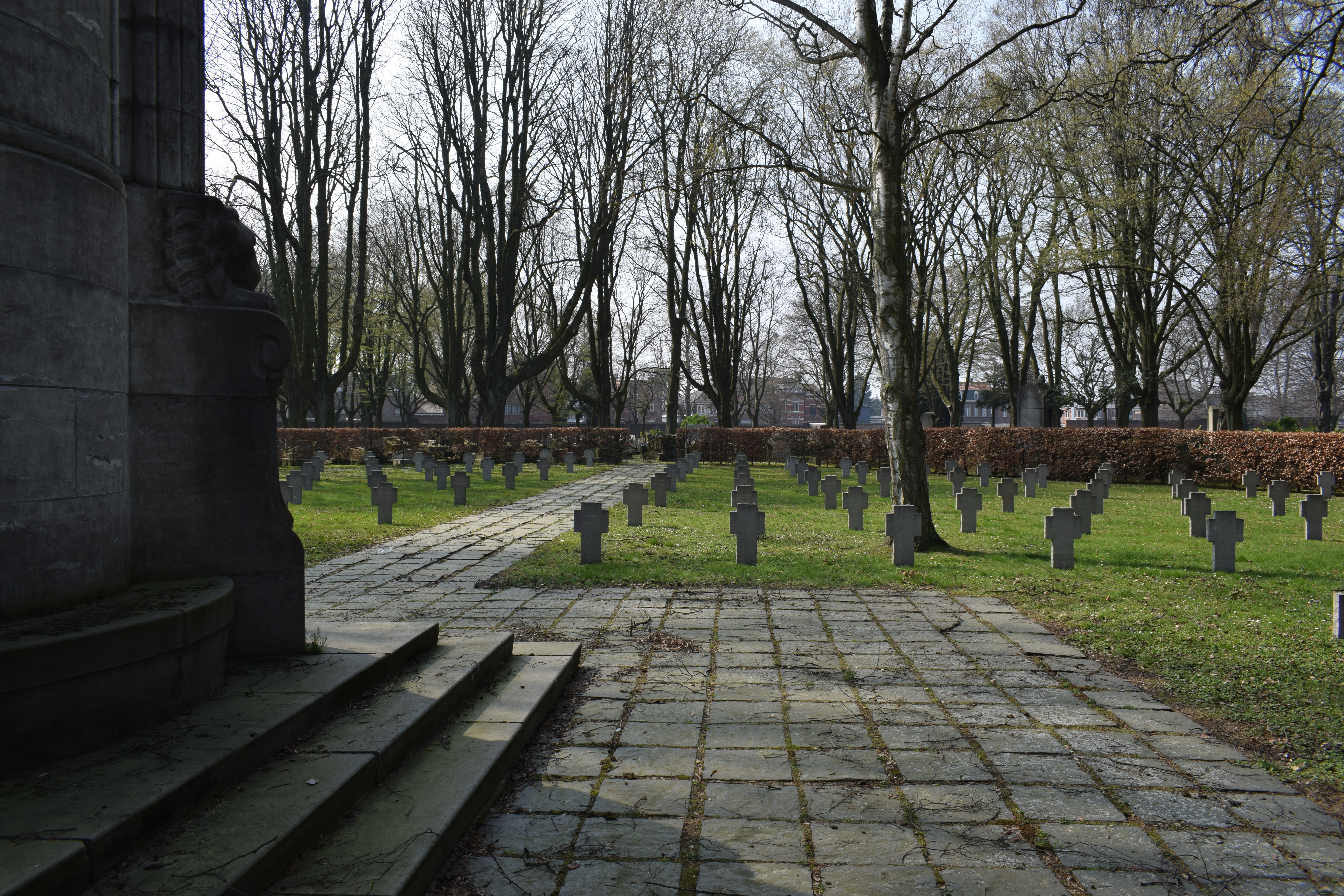

## Carrés militaires

Le roi Albert faisant face aux carrés militaires
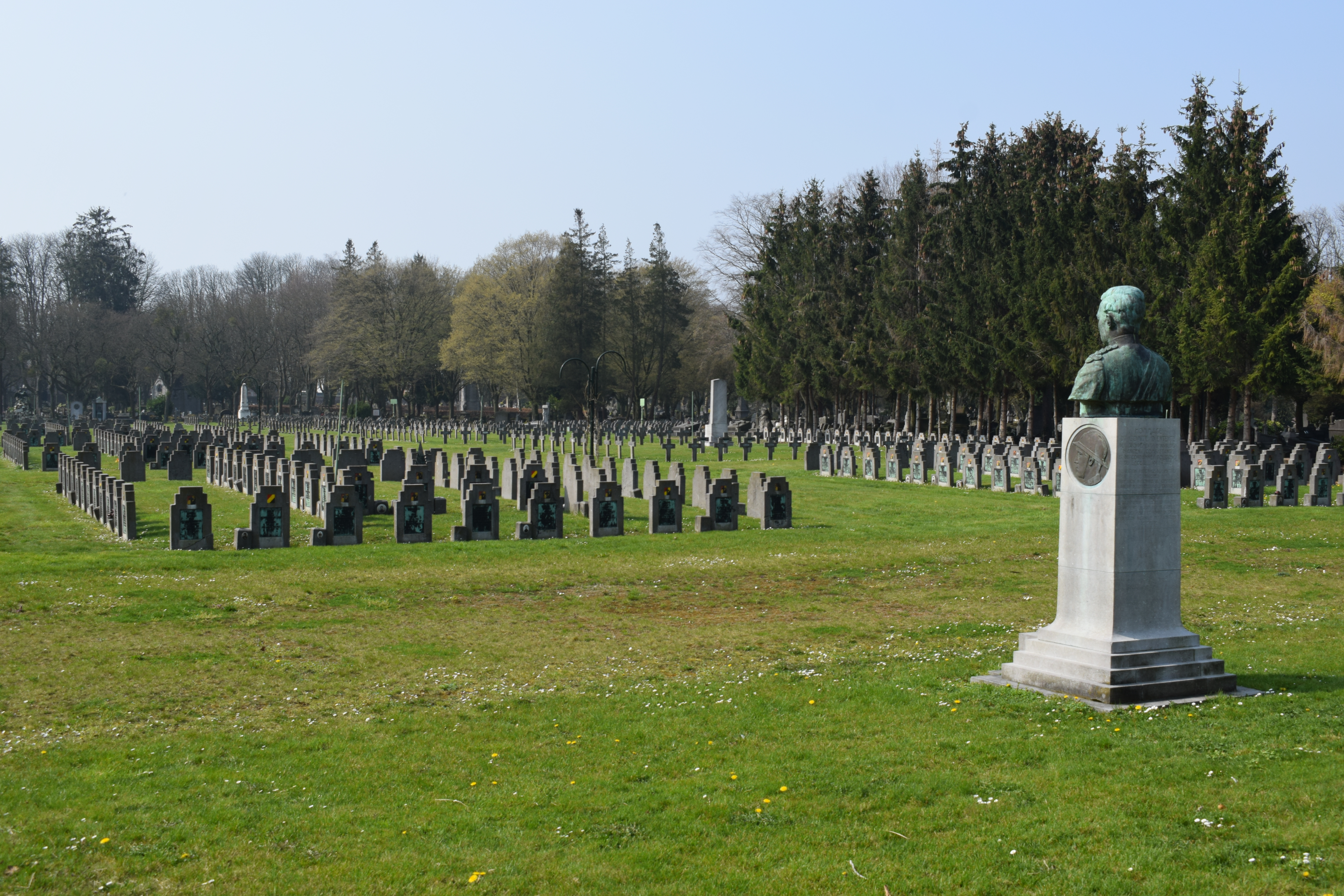
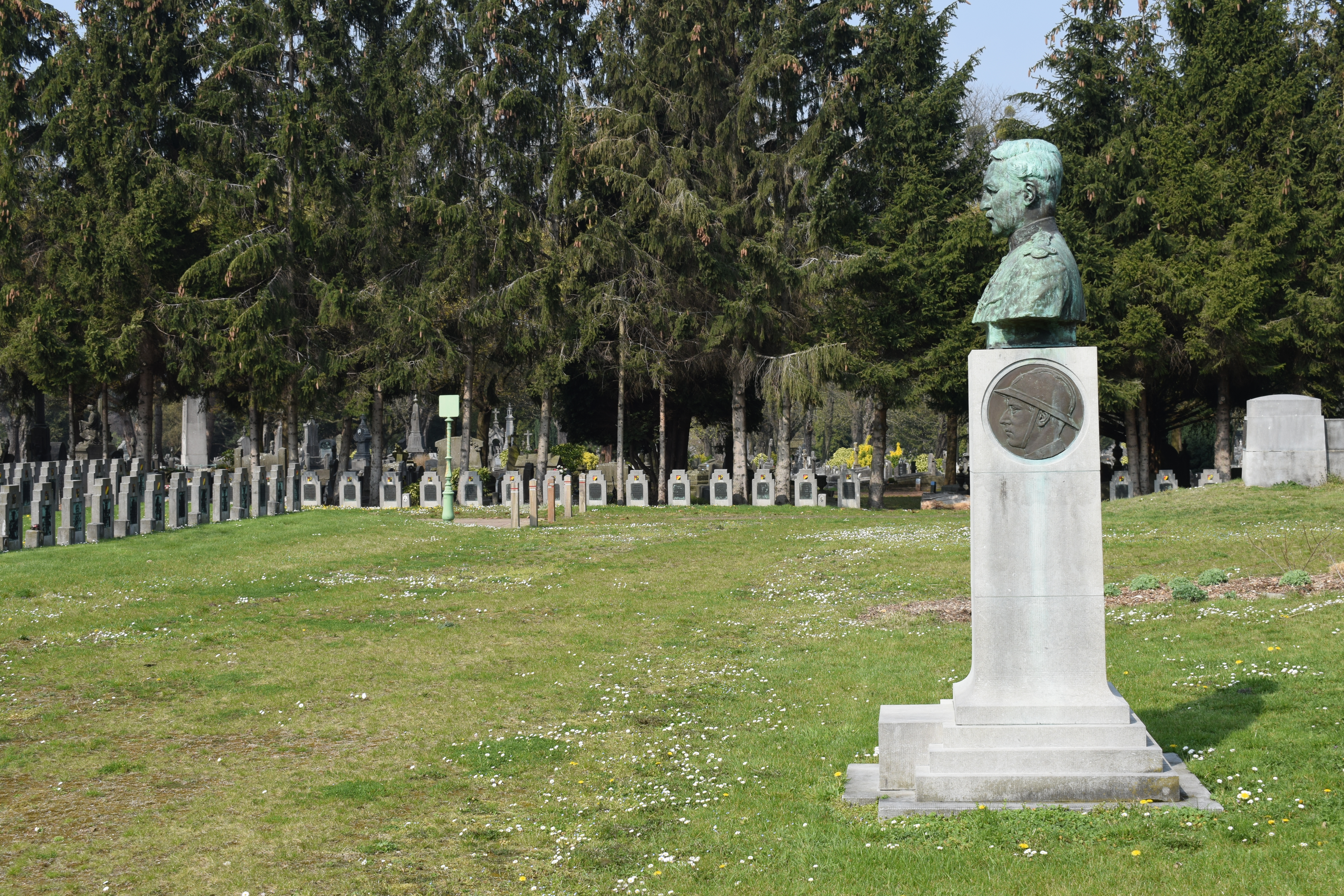

### Carrés militaires belges

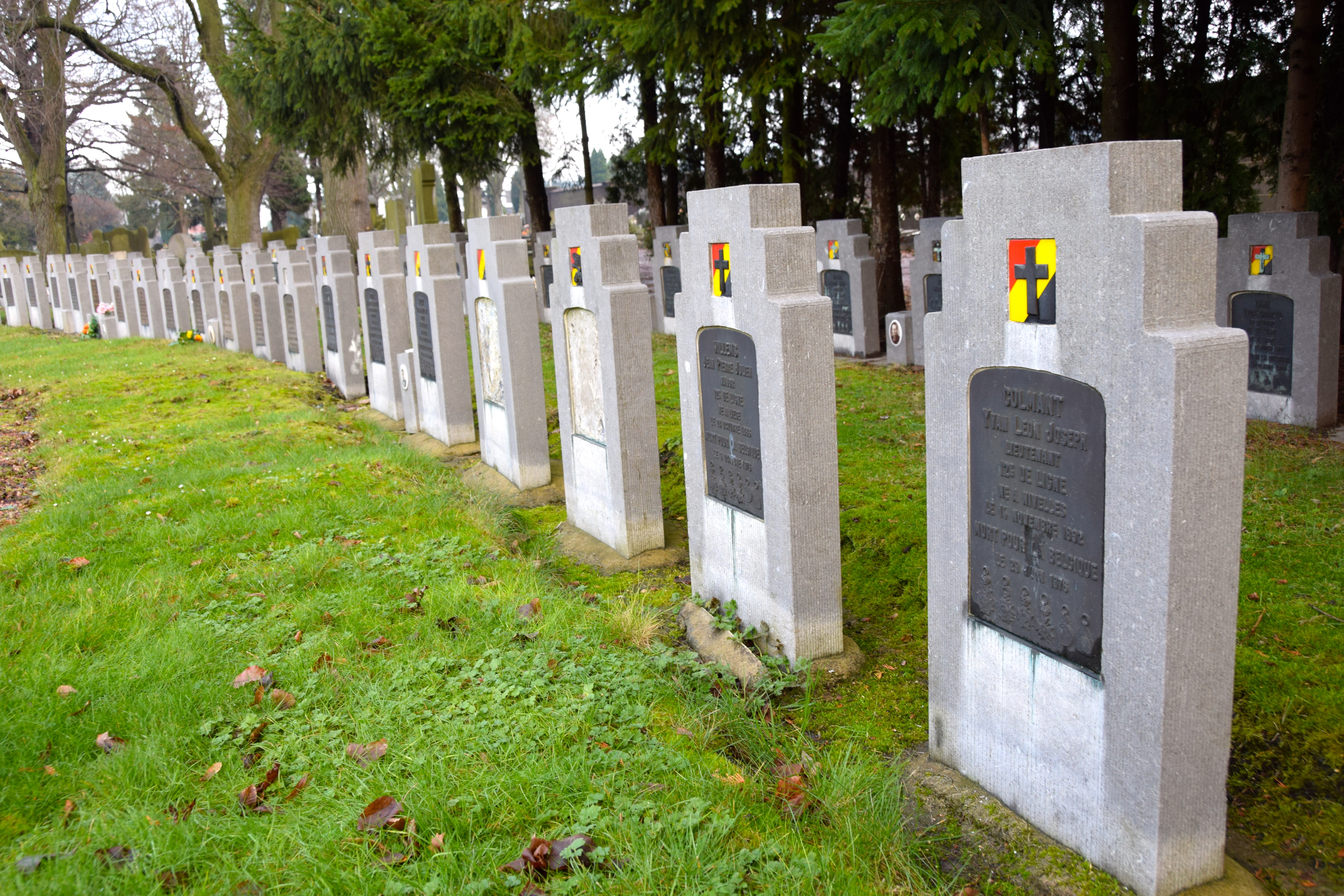
Une série de stèles de soldats belges.

Les carrés militaires belges sont disposés autour du mémorial. Faites en pierre bleue, les tombes des soldats portent une plaque en bronze comprenant plusieurs informations concernant le nom du soldat, son unité, son lieu et sa date de naissance avec une inscription soit en néerlandais (« stierf voor België ») soit en français « mort pour la Belgique ». D'éventuelles décorations peuvent être également ajoutées à la plaque. Pour les distinguer, une plaque émaillée aux couleurs nationales de la Belgique, soit le noir, le jaune et le rouge, est apposée au-dessus de l'autre plaque.

### Carrés militaires français
En second plan, après les stèles des soldats belges, les 119 stèles des soldats français composent les carrés militaires français. La statue d'une dame voilée se situe au milieu des carrés ; sculptée par Pierre-Félix Fix-Masseau, c'est le gouvernement français qu'il l'offrira à la Belgique. Les croix des soldats français sont composées d'une plaque métallique avec les noms et prénoms, le régiment et la date de mort des soldats. Comme pour les stèles belges, elles portant l'inscription « mort pour la France ».
Il est à noter que quelques stèles sont placées bien après la Première Guerre mondiale à la suite d'un cadeau de la Ville de Liège aux anciens soldats français résidant à Liège, leur accordant la possibilité d'être inhumé sur le champ d'honneur.

### Carré militaire du Commonwealth

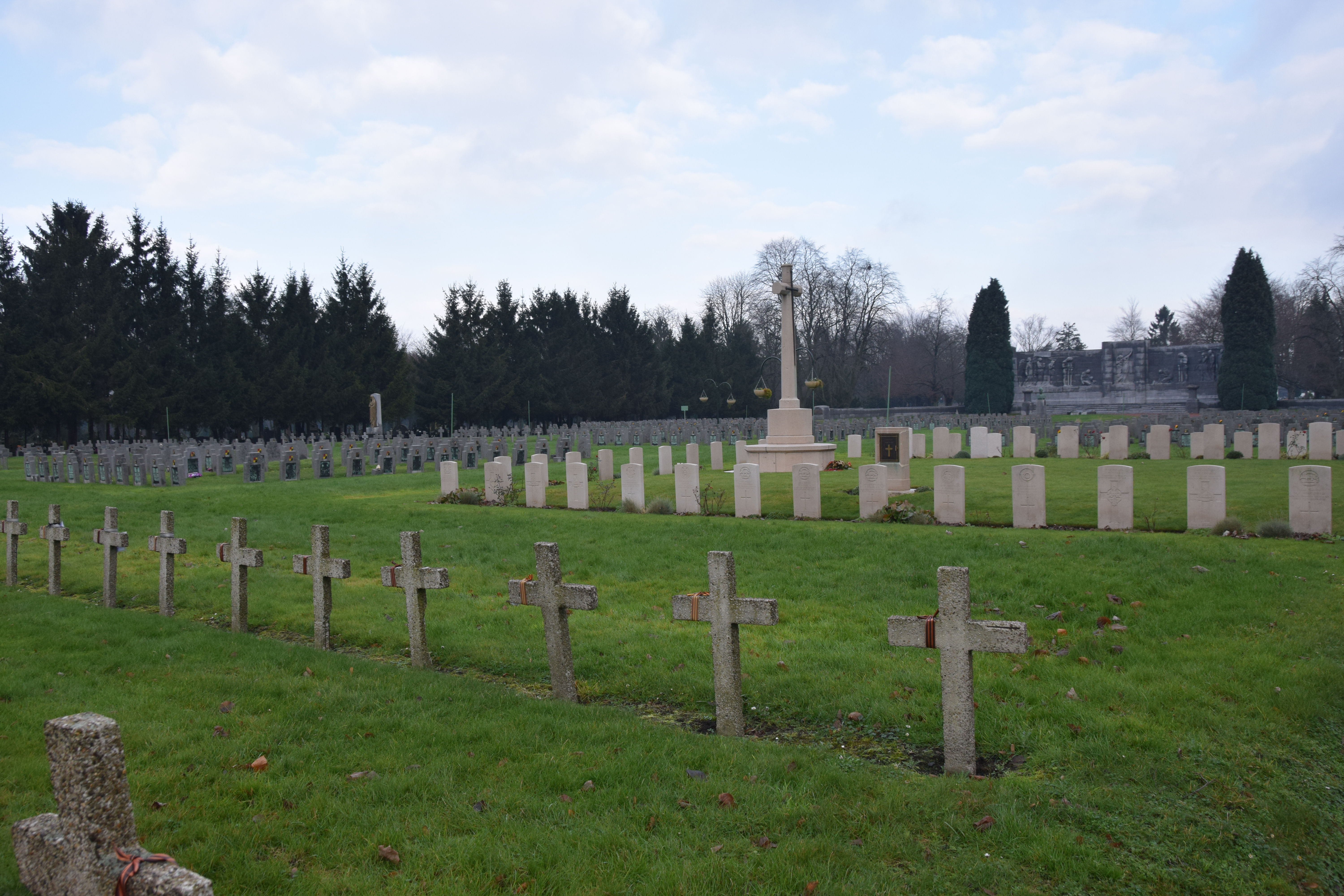
La croix du sacrifice au milieu du carré militaire du Commonwealth.

Le carré militaire du Commonwealth est l'un des plus reconnaissable. En effet, composé d'une cinquantaine de stèles (51 stèles précisément), c'est l'un des plus petits carrés mais reconnaissable grâce aux pierres blanches des stèles, à leurs bords arrondis et à la croix du sacrifice située en plein milieu du carré militaire.

### Carrés militaires italiens

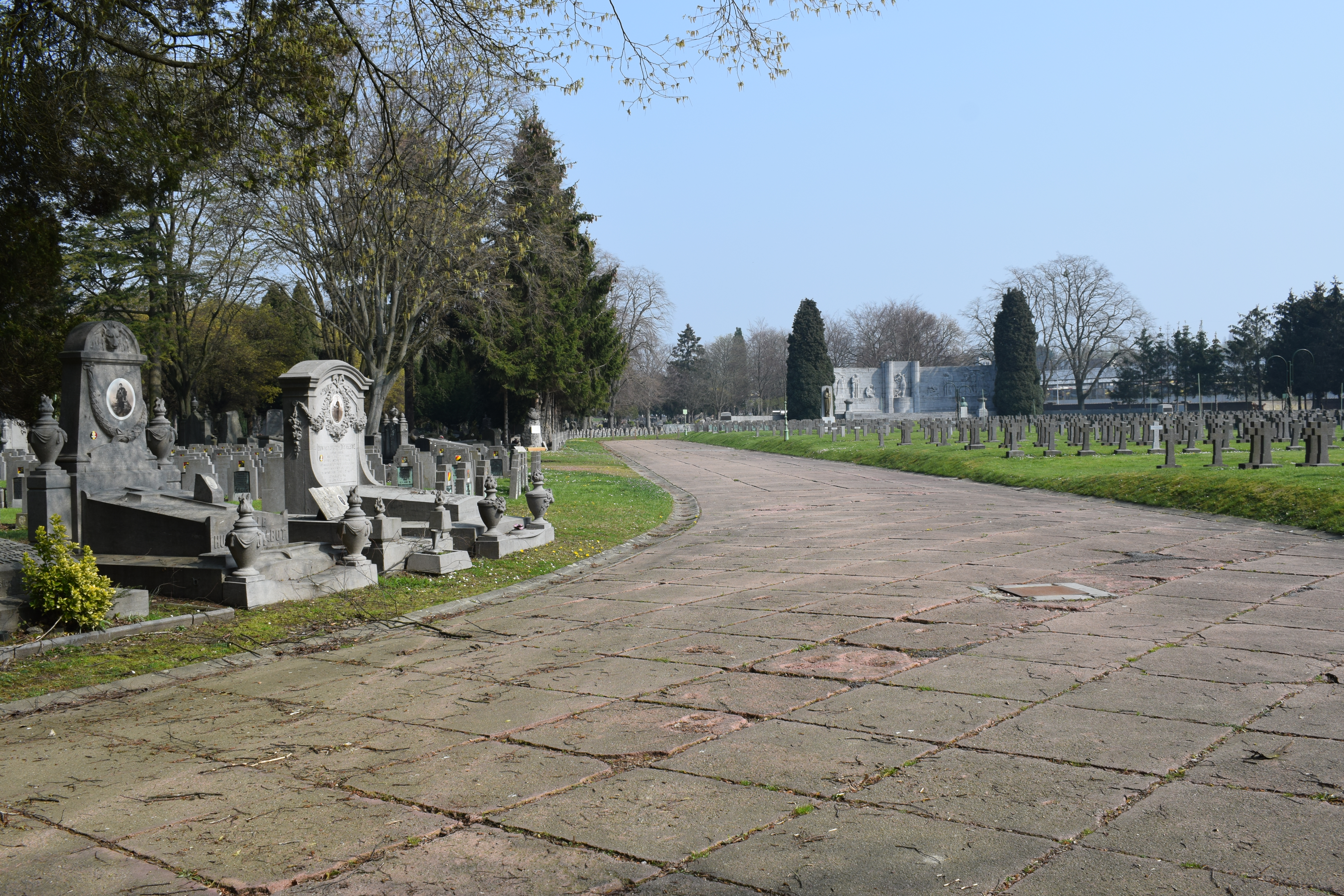
La zone tampon à droite et, à gauche, la zone protégée avec les stèles des soldats italiens en forme de croix.

Les carrés militaires des soldats italiens présentent un total de 347 croix, soit la plus grande représentation parmi les nations.
Les croix sont d'une certaine simplicité avec comme inscription le grade, le nom, le prénom et le régiment du soldat. Les inscriptions ne sont pas apposées sur une plaque en bronze mais directement gravées dans la pierre. Le seul élément qui apparait dans les autres carrés militaires mais qui est absent de celui des soldats italiens, c'est la date de mort de ces derniers.
Comme pour les Français, le gouvernement italien offre un monument : un obélisque frappé d'une croix latine en son sommet et cerclé de faisceaux, les symboles de l'Italie alors fasciste à cette époque. Une inscription en italien (« Al soldati d'Italia morti per la grandezza della patria. 1915-1918 ») rend hommage aux soldats italiens.

### Carré militaire russe
Le dernier carré militaire, composé de 146 croix de béton et une vingtaine d'autres croix en pierre, est russe. Très simple, une plaque comprenant le nom, prénom et date de décès est rivetée à la croix.

## Conception

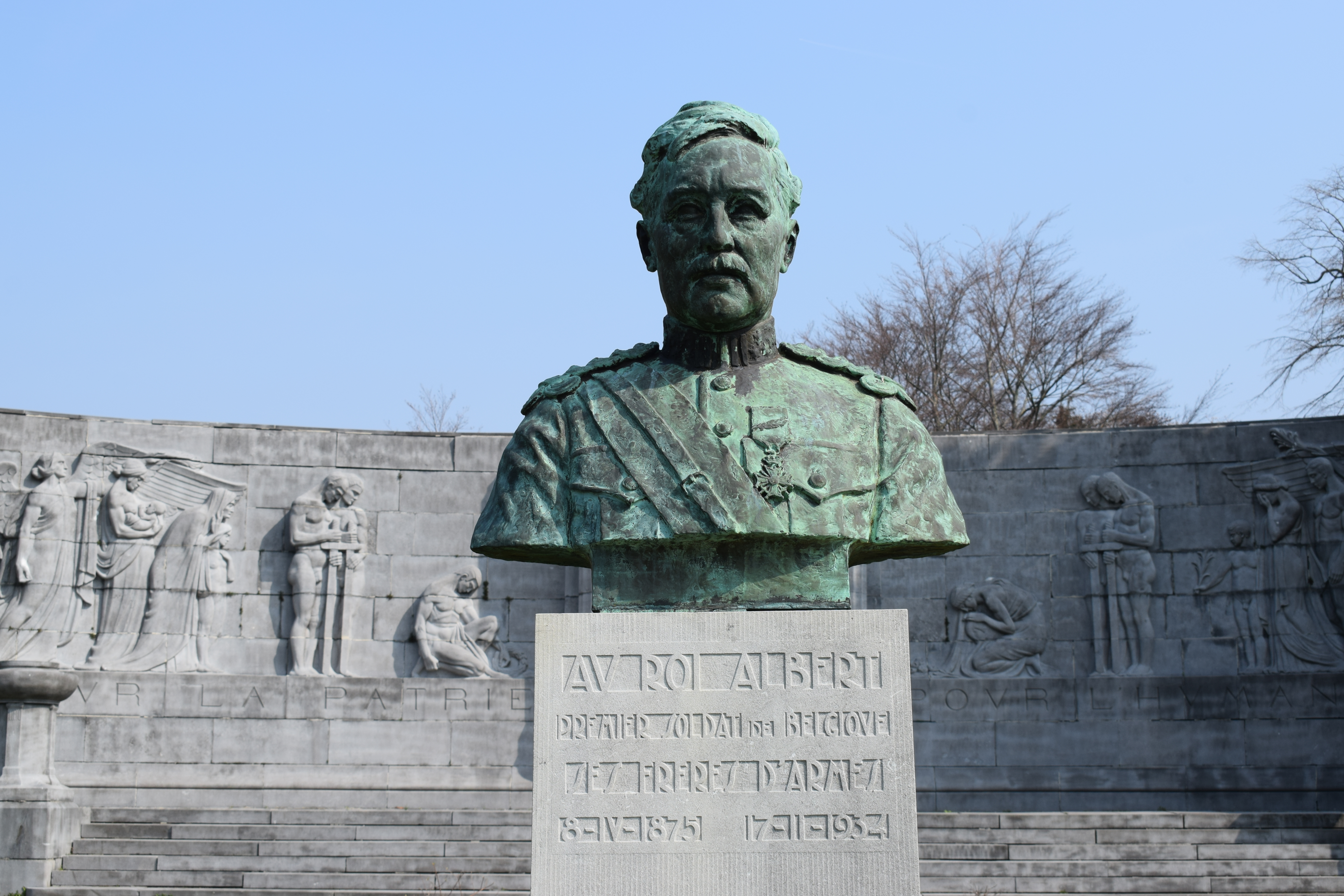
Le buste du roi Albert.

Le mémorial et les carrés militaires sont conçus par l'architecte Victor Rogister et le sculpteur praticien Léopold Pironnet tandis que le statuaire est conçu par Oscar Berchmans. Les concepteurs ont voulu rendre en image « L'Humanité reconnaissante [s'inclinant] devant les héros tombés pour la liberté des peuples ». Ce monument est achevé en 1926 et inauguré la même année par le roi Albert.

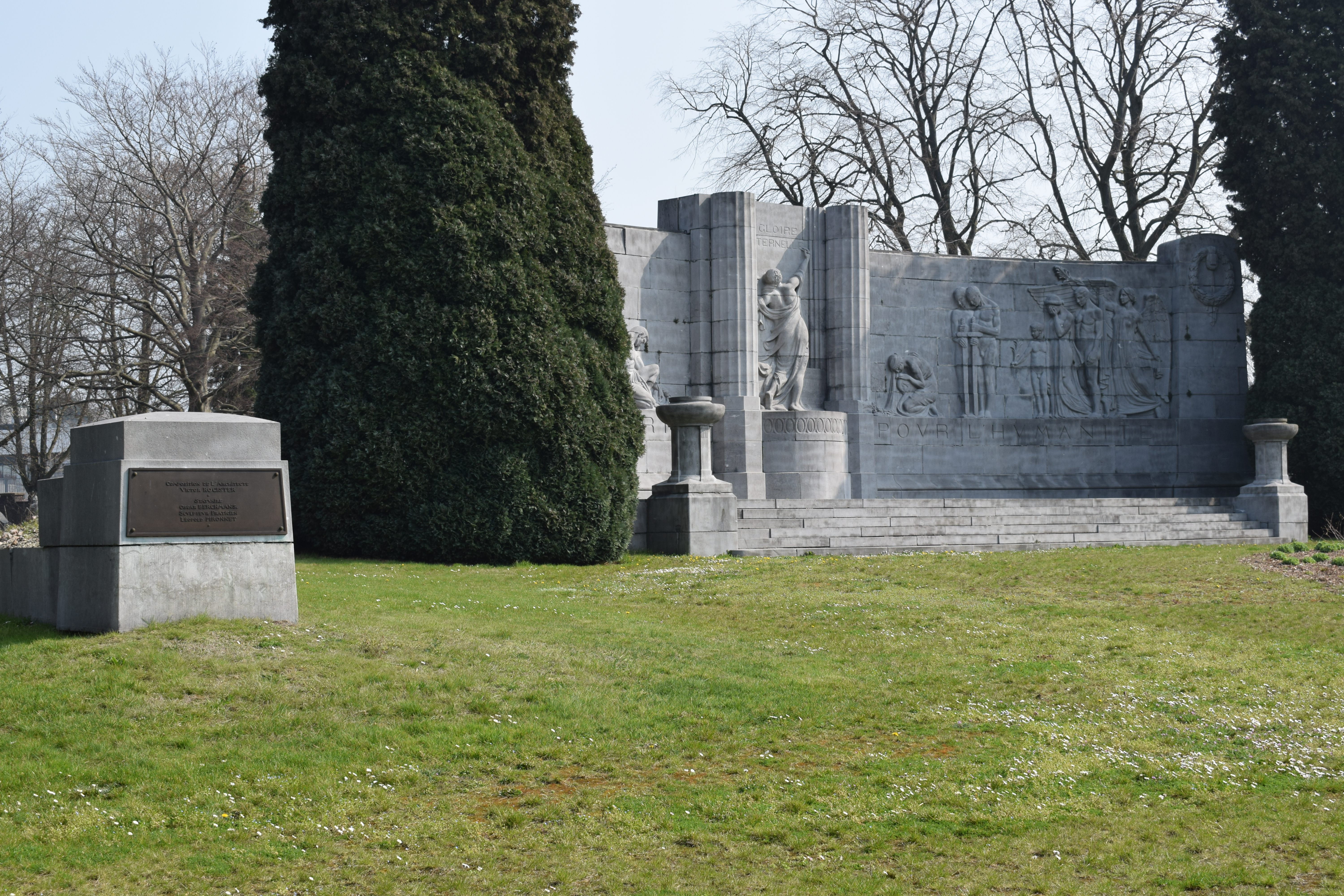
Plaque des concepteurs et le mémorial.
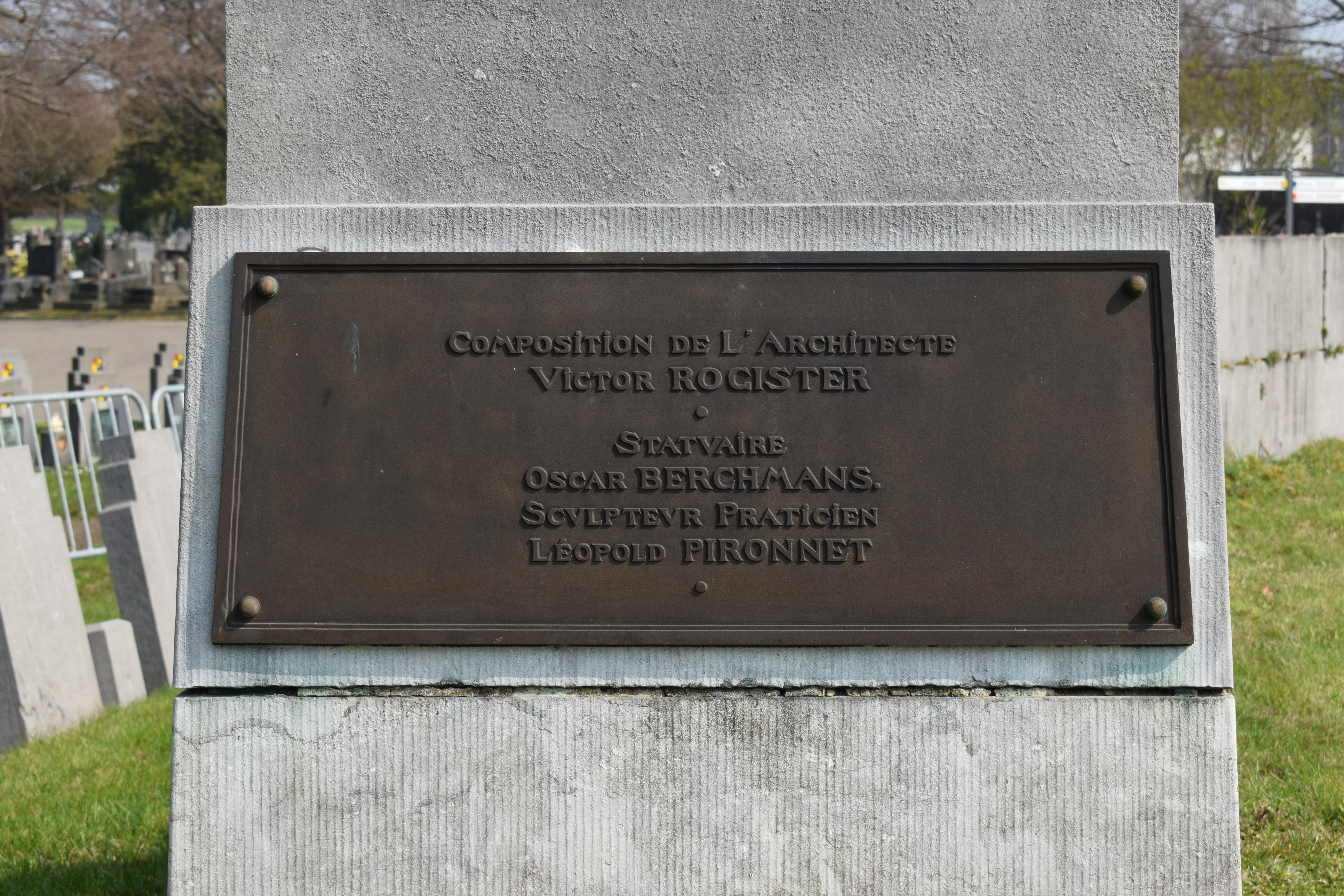
Plaque des concepteurs.